# Strafkompanie (KZ Auschwitz)
Die Einweisung von Häftlingen in die Strafkompanie gehörte im KZ Auschwitz zu den schwersten Lagerstrafen. Die Häftlinge dieser Strafabteilung unterlagen unter schwersten Arbeits- und Lebensbedingungen einem Dezimierungsprogramm seitens der sie beaufsichtigenden Kommandoführer der Lager-SS und Funktionshäftlinge. Die Todesrate unter den Häftlingen der Strafkompanie war außerordentlich hoch, daher kam die Einweisung in die Strafkompanie in vielen Fällen einem Todesurteil gleich. Zunächst wurde im August 1940 eine Strafkompanie für männliche Häftlinge im Stammlager des KZ Auschwitz gebildet, die später ins KZ Auschwitz-Birkenau verlegt wurde. Ab Juni 1942 existierte auch eine Strafkompanie für Frauen, zunächst in Budy bei Oświęcim und später im Frauenlager des KZ Auschwitz-Birkenau. Als weiteres Strafkommando für Männer existierte 1941 für wenige Monate noch die sogenannte Erziehungskompanie. Die Strafkompanien im KZ Auschwitz existierten bis zur kriegsbedingten Räumung des Lagers im Januar 1945.

## Männer-Strafkompanie

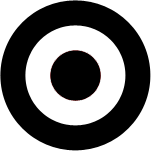
Kennzeichen der Strafkompanie

Anfang August 1940 wurde im Stammlager des KZ Auschwitz die Strafkompanie für Männer gebildet, deren Zweck im Rahmen der Lagerstrafen die Isolierung von den anderen Häftlingen und die Verrichtung erschöpfender Schwerstarbeit im Laufschritt war. Des Weiteren waren die Häftlinge der Strafkompanie unter anderem vom Briefverkehr ausgeschlossen, das Rauchen war ihnen in der Freizeit nicht gestattet und ihre Essensrationen waren geringer als üblich. Die von den anderen Häftlingen abgeschottete Strafkompanie war zunächst im Obergeschoss des Blocks 3a des Stammlagers untergebracht und später im Block 13 (ab August 1941 als Block 11 geführt). Am 9. Mai 1942 wurde die Strafkompanie ins KZ Auschwitz-Birkenau überführt und dort auf dem Lagerareal mehrfach verlegt.
Gründe, die zur Einweisung in die Strafkompanie führten, waren beispielsweise Fluchtversuche, verbotene Kontakte zu Zivilisten oder der Besitz verbotener Gegenstände (Geld, Fotografien, Briefe, Bekleidung) sowie eine im Sinne der SS ungenügende Arbeitsleistung (Ruhepausen, langsames Arbeiten). Die Dauer der Zuweisung zur Strafkompanie betrug einen bis zwölf Monate oder länger. Über 6000 Häftlinge wurden von 1940 bis 1945 in die Strafkompanie eingewiesen. Anfangs befanden sich in der Strafkompanie hauptsächlich Juden und polnische Geistliche. Die Häftlinge dieser Kompanie erhielten auf der KZ-Häftlingskleidung als zusätzliches Kennzeichen ihrer Isolierung innerhalb des Lagers einen schwarzen Punkt auf der Vorder- und Rückseite ihrer Jacke sowie an der Hose. Nach Bildung der Strafkompanie mussten die SK-Häftlinge zunächst unter schwersten Bedingungen mit einer Straßenwalze Planierungsarbeiten im Stammlager vornehmen, Fundamente für die Häftlingsblöcke ausheben und in der Kiesgrube außerhalb des Lagers Kies abfahren. Nach Verlegung ins KZ Auschwitz-Birkenau mussten die Angehörigen der Strafkompanie dort einen als Königsgraben bezeichneten Entwässerungsgraben anlegen. Von 1940 bis 1942 kam die Einweisung in die Strafkompanie einem Todesurteil gleich: Nach Aussagen des Auschwitzüberlebenden und Angehörigen der Strafkompanie Jan Pilecki starben teils mehr als hundert Häftlinge am Tag.
Kommandoführer der Strafkompanie war zeitweise der berüchtigte SS-Hauptscharführer Otto Moll. Erster Kapo und späterer Blockältester der Strafkompanie war Ernst Krankemann, letzter Blockältester war Emil Bednarek. Die Häftlinge der Strafkompanie wurden durch die Kommandoführer und Funktionshäftlinge oft schwer misshandelt, so dass es zu einer extrem hohen Todesrate kam. Eine Massenflucht von vierhundert Häftlingen der Strafkompanie am 10. Juni 1942 aus dem Lagerbereich scheiterte, lediglich neun Häftlinge erlangten die Freiheit. Von den Wiederergriffenen starben mehr als 350 an den folgenden Repressalien, davon 320 in der Gaskammer.
In dem Buch der Strafkompanie wurden die dort eingewiesenen Häftlinge verzeichnet mit Häftlingsnummer, Geburtsdatum, Dauer der Zuweisung sowie Entlassungs- bzw. Todesdatum. Das Buch der Strafkompanie wurde sowohl vom jeweiligen SK-Häftlingsschreiber als auch in der Hauptschreibstube geführt. Die Aufzeichnungen vom 19. Juli 1943 bis zum 24. November 1944 sind erhalten. Unter den dort aufgeführten 1069 Eintragungen befinden sich 17, in denen die zweimalige Einweisung eines Häftlings in die Strafkompanie registriert ist. 95 Einträge verzeichnen den Tod des Häftlings, davon drei Erschießungen während Fluchtversuchen.
Der polnische Auschwitzüberlebende Józef Kret äußerte sich 1959 in der ersten Ausgabe der Hefte von Auschwitz folgendermaßen über die Strafkompanie: „Wer auch immer durch sie hindurchgegangen ist, überzeugte sich, daß das Lager nur eine Vorhalle zur Hölle war. Die Hölle selbst war erst die Strafkompanie.“

## Frauen-Strafkompanie

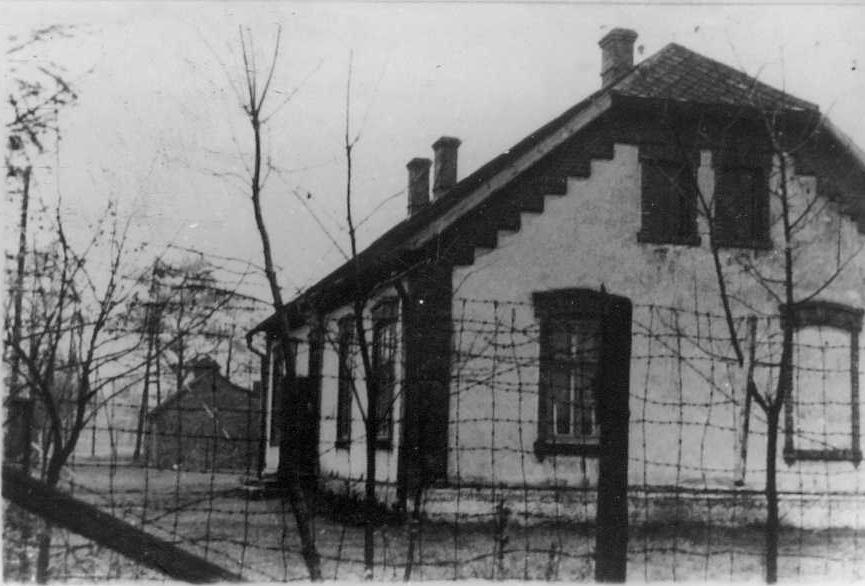
Strafkompanie Budy, ehemaliges Schulgebäude, Nachkriegsaufnahme ca. 1955

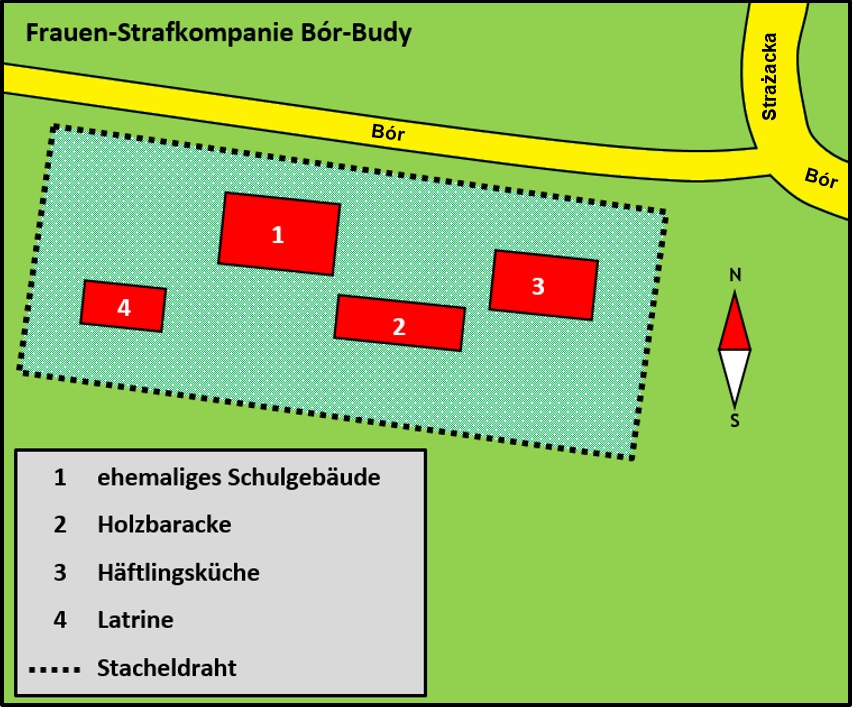
Skizze der Frauen-Strafkompanie in Bor-Budy

Nachdem am 24. Juni 1942 der polnischen Strafgefangenen Janina Nowak die Flucht aus einem Häftlings-Arbeitskommando gelang, welches nahe der Soła zur Heuernte eingeteilt worden war, befehligte der damalige Lagerkommandant Rudolf Höß bereits am folgenden Tag die Einrichtung einer Frauen-Strafkompanie. Am 26. Juni 1942 wurden die verbleibenden etwa 200 Polinnen aus jenem Kommando, aus dem Nowak geflüchtet war, als Politische Häftlinge in die neuerrichtete Frauen-Strafkompanie eingewiesen. Später wurden in die auf etwa 400 weibliche Häftlinge angewachsene Strafkompanie neben deutschen Häftlingsfrauen auch Insassinnen aus der Sowjetunion, Tschechinnen, Jugoslawinnen sowie slowakische und französische Jüdinnen eingewiesen. Die Häftlinge der Frauen-Strafkompanie, welche als einzige Strafkompanie außerhalb des Lagerkomplexes Auschwitz angesiedelt war, wurden ca. fünf Kilometer vom Stammlager entfernt in einem ehemaligen Schulgebäude sowie einer unmittelbar dahinter befindlichen Holzbaracke in Bór-Budy (heute Brzeszcze) untergebracht. Zudem war auf dem Gelände der Frauen-Strafkompanie eine Häftlingsküche eingerichtet, in der sich heute eine Feuerwache befindet. Das Gelände der Frauen-Strafkompanie war mit einem doppelten Stacheldrahtzaun umgeben, der nachts weder elektrisch geladen noch ausreichend beleuchtet war.
Die erste Leiterin des Frauen-Straflagers in Budy, SS-Aufseherin Elfriede Runge wurde im Oktober 1942 von der SS-Aufseherin Elisabeth Hasse in dieser Funktion abgelöst. Etwa 25 Mann der SS-Wachmannschaften wurden zur Bewachung der Strafkompanie in Budy dauerhaft unter zusätzlicher Verwendung von Wachhunden eingesetzt. Die Häftlinge der Frauen-Strafkompanie verrichteten ebenfalls, unter Misshandlungen von Aufseherinnen und weiblichen Funktionshäftlingen, Schwerstarbeit: Neben der Heuernte, dem Schilfschneiden und dem Entschlammen bzw. Vertiefen der Fischteiche des Nebenlagers Harmense mussten sie auch erschöpfende Arbeiten wie den Transport von Baumstämmen sowie Dammbautätigkeiten an der Weichsel verrichten. Die ohnehin kargen Lebensmittelrationen im Konzentrationslager Auschwitz waren in der Strafkompanie noch einmal reduziert und bestanden pro Häftling aus einem halben Liter Wassersuppe sowie zwei Scheiben Brot täglich. Aufgrund von Mangelernährung, arbeitsbedingter körperliche Auszehrung und katastrophalen hygienischen Bedingungen litten die meisten der Häftlingsfrauen an Durchfallerkrankungen sowie Phlegmonen. Bereits in den ersten 52 Tagen nach Einrichtung der Frauen-Strafkompanie verstarben 243 Häftlingsfrauen.
Im April 1943 wurde die Frauen-Strafkompanie ins Frauenlager des KZ Auschwitz-Birkenau (Lagerabschnitt B Ia, Block 25) überführt. Kommandoführerinnen der Frauenstrafkompanie in Birkenau waren zeitweise Irma Grese und Erna Kuck. Zusätzlich zu den SS-Aufseherinnen, welche anfänglich in der Frauen-Strafkompanie selbstständig als Kommandoführerinnen agierten, wurden ab 1943 männliche Kommandoführer in der Frauen-Strafkompanie eingesetzt. Diese Aufgabe wurde zuerst SS-Unterscharführer Johann Ruiters und ab 1944 SS-Unterscharführer Michael Mokrus übertragen.

### Massaker in Budy (auch Budyrevolte)
In der Nacht vom 5. auf den 6. Oktober 1942 ereignete sich auf dem Gelände der Frauen-Strafkompanie in Budy ein Massaker an etwa 90 französischen Jüdinnen.  Am Frühmorgen des 6. Oktober 1942, gegen 5 Uhr wurde der Lagerkommandant Höß von einer angeblichen und bereits niedergeschlagenen Revolte in der Frauen-Strafkompanie in Bór-Budy in Kenntnis gesetzt. Nachdem sich Höß zum Tatort nach Budy begeben hatte, verschaffte sich dieser einen Überblick über das vorangegangene Blutbad und kehrte anschließend wieder zurück zum Stammlager Auschwitz, um dort Anweisungen zur Einrichtung einer Sonderermittlungskommission zu erteilen. Später beschrieb Höß in seinen autobiographischen Aufzeichnungen seinen ersten Eindruck vom Massaker in Budy mit den Worten:
„Das Blutbad von Budy steht mir jetzt noch vor Augen. Ich glaube nicht, daß Männer je zu solchen Bestien werden könnten. Wie die Grünen die französischen Jüdinnen zugerichtet hatten, zerrissen, mit den Äxten erschlagen, erwürgt hatten, - einfach grauenhaft.“
 In den frühen Morgenstunden begaben sich anschließend Mitarbeiter der Politischen Abteilung (PA) unter der Leitung von SS-Untersturmführer Maximilian Grabner nach Budy, um die Hintergründe des Massakers zu untersuchen. Der Mitarbeiter der Politischen Abteilung, SS-Rottenführer Pery Broad, schreibt über die Ermittlungen in seiner Denkschrift im Jahre 1945 Folgendes:
„Als am vergangenen Abend eine Jüdin vom Abort in den Schlafraum oben im Schulhaus zurückkehrte, glaubte eine Deutsche, einen Stein in ihrer Hand erkannt zu haben. Natürlich war das eine hysterische Einbildung. Unten am Tor hatte ein Posten Wache, mit dem sie, wie allgemein den anderen Häftlingen bekannt war, ein Liebesverhältnis unterhielt. Sie rief aus dem Fenster um Hilfe, da sie angeblich von einem jüdischen Häftling geschlagen würde. Alle Posten, die als Wache das Lager umstanden, stürzten daraufhin die Treppe herauf und schlugen, gemeinsam mit den entmenschten deutschen Anweiserinnen, wahllos auf die Jüdinnen ein. Sie warfen sie die winkelige Treppe hinunter, so dass eine über die andere fiel. Einige wurden aus dem Fenster geschleudert und blieben leblos draußen liegen. Die Posten trieben auch einen Teil der jüdischen Häftlinge aus der Baracke auf den Hof. Die Anstifterin dieses Gemetzels blieb im Schlafraum alleine mit ihrem Geliebten zurück. Wahrscheinlich war das ihre eigentliche Absicht gewesen. Mit Knüppeln, Gewehrkolben und Schüssen wurde unterdessen auf dem Hof die 'Revolte' niedergeschlagen.“
 Nachdem zwischen den Leichnamen der französischen Jüdinnen einzelne, noch lebende Frauen entdeckt werden konnten, wurden diese durch die Sachbearbeiter der PA zu den Tatvorgängen vernommen. Grabner beschreibt das Ergebnis der Vernehmungen wie folgt: 
„Es stellte sich heraus, dass weder ein Massenausbruch, noch eine Revolte stattgefunden hat, sondern die dort eingeteilten Posten, sowie Blockführer und einigen sogenannten Kapos, deutsche Frauen, alle jüdischen Frauen [...] auf bestialische Art ermordet hatten. Ein Bild, das ich nie vergessen werde. Ursache dazu war die, dass die SS-Männer mit einigen deutschen Häftlingsfrauen ein Verhältnis gehabt [haben] sollten und eine jüdische Frau soll erklärt haben, sie werde dies melden. Also aus gemeinen Instinkten mussten so viele Menschen ihr Leben lassen. Ein [SS-]Obersturmführer Müller, der damals an diesen Tagen Führer vom Dienst war, hat sich an die Tatortstelle begeben und dort noch angeordnet, dass jeder Häftling, der sich rührt, zu erschlagen sei.“
 Nachdem der Sachverhalt weitestgehend geklärt zu sein schien, wurden sämtliche überlebende Jüdinnen über Anweisung des Lagerkommandanten durch die anwesenden SS-Sanitätsdienstgrade mittels Phenolinjektionen in das Herz getötet. Sechs deutsche Kapos, unter anderem die als „Axtkönigin“ bekannt gewordene Prostituierte Elfriede Schmidt, wurden zum Zwecke weiterer Vernehmungen in den Bunker des Block 11 des Stammlagers überstellt und schließlich am 24. Oktober 1942 von SS-Oberscharführer Josef Klehr durch Phenolinjektionen getötet. Vom Tatort wurden durch den Erkennungsdienst der PA zahlreiche Lichtbildaufnahmen angefertigt, von denen jedoch unter strenger Aufsicht nur ein Abzug hergestellt werden durfte. Keine dieser Aufnahmen ist erhalten geblieben.